# Plainfield (Indiana)
Plainfield és una població dels Estats Units a l'estat d'Indiana. Segons el cens del 2005 tenia 23.532 habitants.

## Demografia
Segons el cens del 2000, Plainfield tenia 18.396 habitants, 7.051 habitatges, i 4.914 famílies. La densitat de població era de 395 habitants/km².
Dels 7.051 habitatges en un 34,7% hi vivien nens de menys de 18 anys, en un 55,2% hi vivien parelles casades, en un 10,6% dones solteres, i en un 30,3% no eren unitats familiars. En el 26,6% dels habitatges hi vivien persones soles el 10,7% de les quals corresponia a persones de 65 anys o més que vivien soles. El nombre mitjà de persones vivint en cada habitatge era de 2,44 i el nombre mitjà de persones que vivien en cada família era de 2,95.
Per edats la població es repartia de la següent manera: un 26,6% tenia menys de 18 anys, un 8,4% entre 18 i 24, un 30,2% entre 25 i 44, un 21,9% de 45 a 60 i un 12,9% 65 anys o més.
L'edat mediana era de 36 anys. Per cada 100 dones de 18 o més anys hi havia 97 homes.
La renda mediana per habitatge era de 46.782$ i la renda mediana per família de 57.790$. Els homes tenien una renda mediana de 39.148$ mentre que les dones 29.315$. La renda per capita de la població era de 21.083$. Entorn del 3,6% de les famílies i el 5,2% de la població estaven per davall del llindar de pobresa.

## Poblacions més properes
El següent diagrama mostra les poblacions més properes.